# 福星镇
福星镇，是中华人民共和国甘肃省定西市陇西县下辖的一个乡镇级行政单位。

## 行政区划
福星镇下辖以下地区：
大湾村、李家湾村、福星村、庞家岔村、鹿鹤村、红岘村、新坪村、马营湾村、牛蹄湾村、高塄村、裴家湾村、蒋家山村、元头坪村、原家岔村、川儿村、种和村、井沟村、新民村和杨寨村。